# Benedicte Arnesen Kall
Benedicte Martinette Arnesen Kall, nogle gange skrevet Arnesen-Kall (13. november 1813 i Slagelse - 26. september 1895 i København) var dansk forfatter.

## Liv
Arnesen Kall var datter af Dorothea Elisabeth Vauwert Wexels og leksikograf Paul Arnesen. Hun havde ti søskende, herunder søsteren Marie Benedicte Sophie Hedevig, der blev lærer og filantrop.
Arnesen Kall blev undervist hjemme af faren og i  Døtreskolen af 1791. I løbet af barndommen opholdt hun sig i stigende grad hos ægteparret, professor Børge Thorlacius og hans kone Benedicte Kall, som hun siden omtalte som sin anden mor. Her fik hun en alsidig, humanistisk dannelse.
Hun havde et afvekslende liv, var guvernante, rejste til Italien, Grækenland, Konstantinopel og Island. 1862-70 boede hun på Tersløsegård, hvor hun oversatte og annoterede samtlige Molières komedier. Hun forblev ugift.

### Oversættelser
- En Skillevæg
- Spøg ikke dermed
- Molières Lystspil 1-3